# Carl Henrik Wrede (1897–1962)
Carl Henrik Wrede af Elimä, född 16 maj 1897 i Ronneby församling i Blekinge, död 24 december 1962, var en svensk militär och friherre.

## Biografi
Henrik Wrede avlade den 31 december 1917 sin officersexamen och blev då också fänrik vid Livgardet till häst (K 1). Han befordrades till underlöjtnant 1919 och till löjtnant 1920. Då Livgardet till häst, i enlighet med försvarsbeslutet 1925, slogs samman med Livregementets dragoner (K 2) och bildade Livregementet till häst (K 1) 1928 överfördes han till det nya regementet för att samma år bli kapten i Generalstaben (GS). Han blev 1931 ryttmästare vid K 1 för att 1937 bli kapten i generalstabskåren inom vilken han befordrades till överstelöjtnant 1941. Han blev 1942 överstelöjtnant vid kvalleriet och befordrades senare samma år till överste i armén för att 1943 utnämnas till tillförordnad sekundchef för Livregementets husarer (K 3). han blev sedan överste vid kvalleriet och 1944 överste samt regementschef vid Hallands regemente (I 16). 1947 flyttades han och blev sekundchef vid K 1 samt chef för kavalleriets personalkårer. Vid regementets indragning 1949 flyttades Wrede igen och blev nu chef över Skånska kavalleriregementet (K 2) för att 1956 bli överste vid försvarsstaben (Fst) och försvarsattaché. Han erhöll avsked 1957 men överfördes då till kavalleriets reserv.
Henrik Wrede var även generalstabsaspirant 1926-1928, chef för försvarsstabens kommunikationsavdelning, militärattaché i Bonn 1955-1957, samt byråchef vid Kungl. Järnvägsstyrelsen 1937-1942.

## Utmärkelser
- Konung Gustaf V:s jubileumsminnestecken med anledning av 90-årsdagen
- Kommendör av 1:a klassen av Kungl. Svärdsorden
- Riddare av Kungl. Nordstjärneorden
- Svenska Blå Stjärnans förtjänstmedalj i silver
- Kommendör av Finlands vita ros
- Kommendör av Tyska örnens orden

## Familj
Carl Henrik Wrede af Elimä var son till godsägaren och friherren med samma namn, Carl Henrik Wrede af Elimä d.ä., och friherrinan Agnes Hélène Ottlia Wrede af Elimä. Han gfte sig med friherrinan Ebba Aurore Wrede af Elimä som i sin tur var dotter till hovstallmästaren greve Fabian Casper Fredrik Wrede af Elimä och Gerda Axelina Burén med vilken.